# Shorthorn-Rind

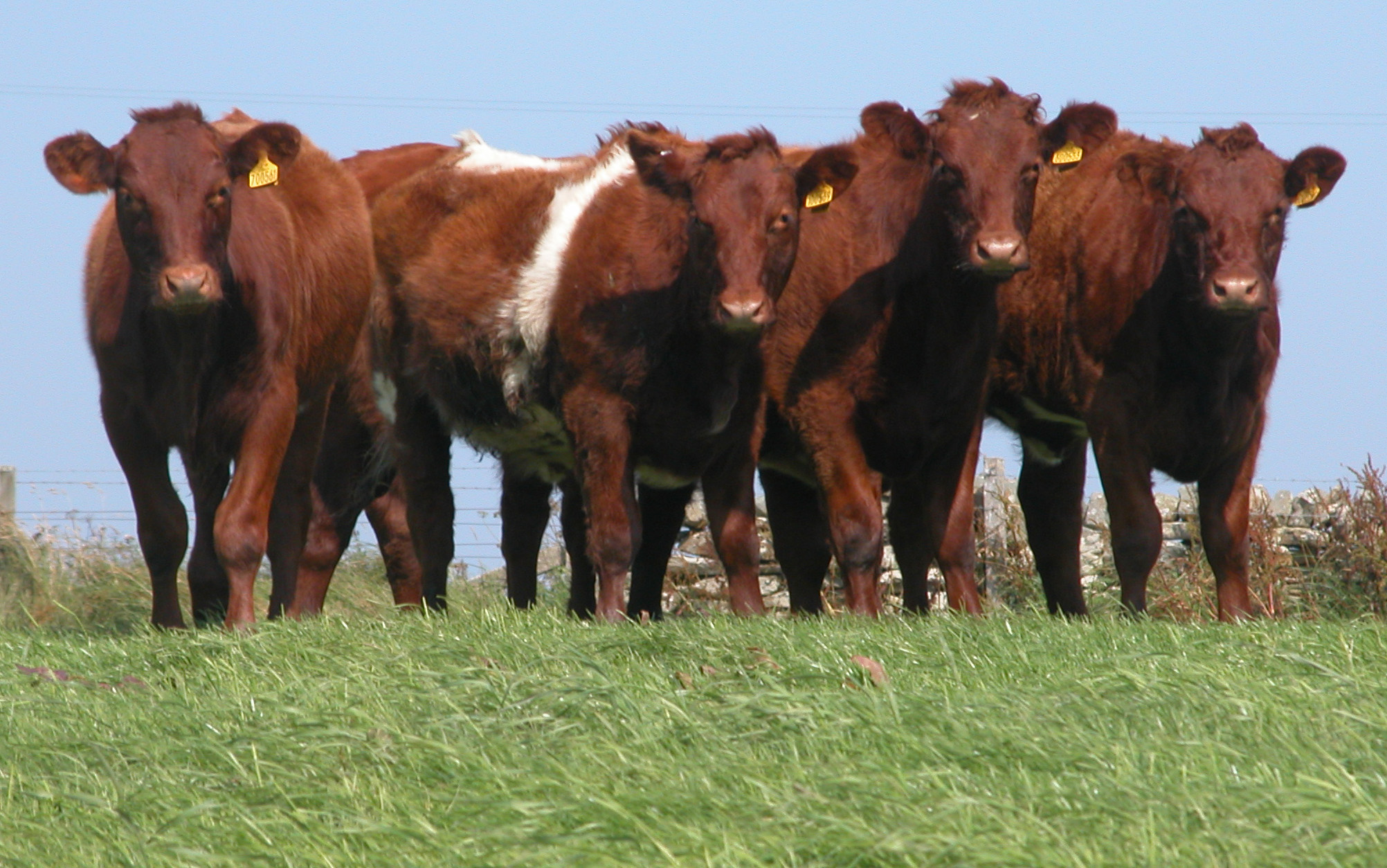
Shorthornkälber

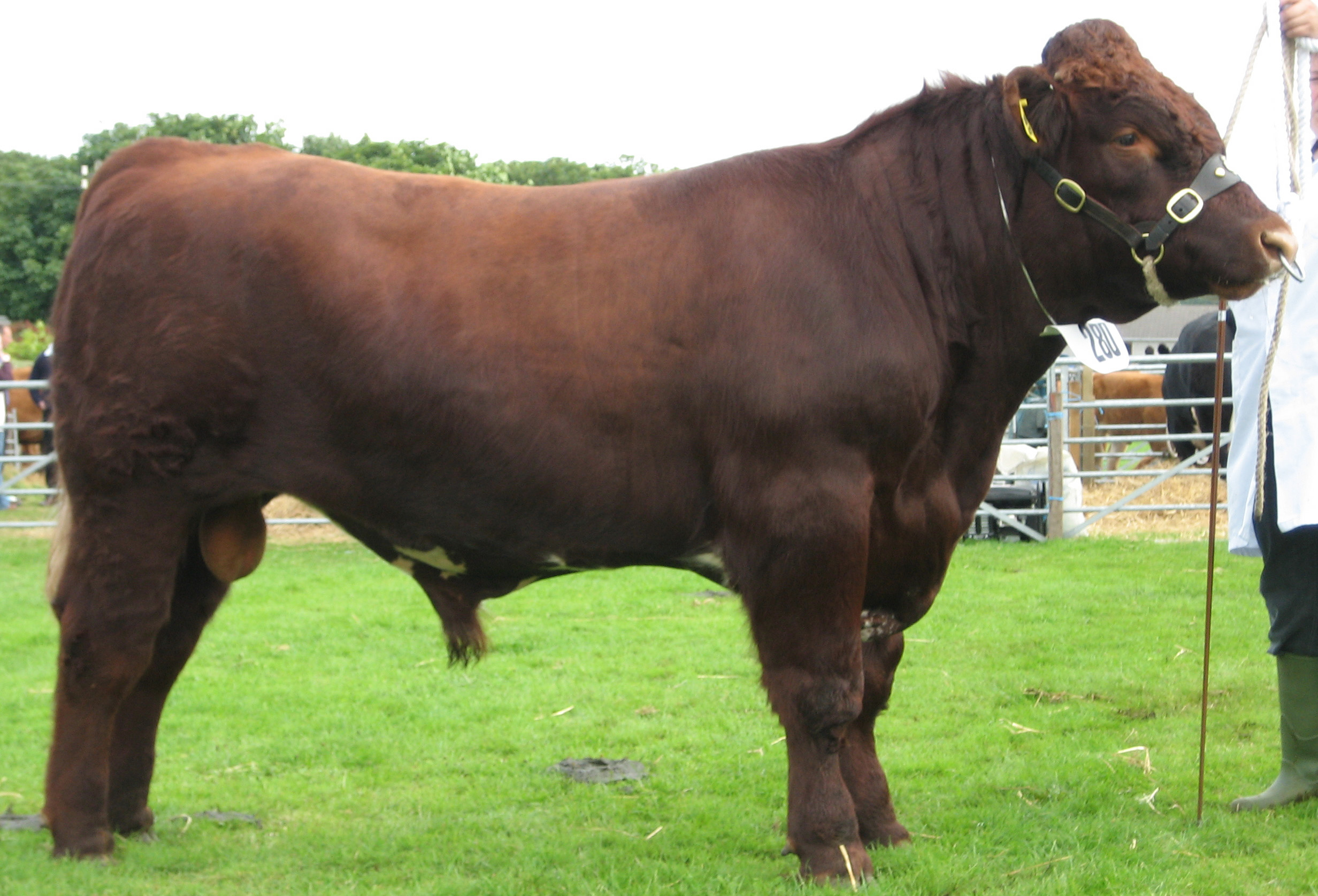
Shorthornbulle

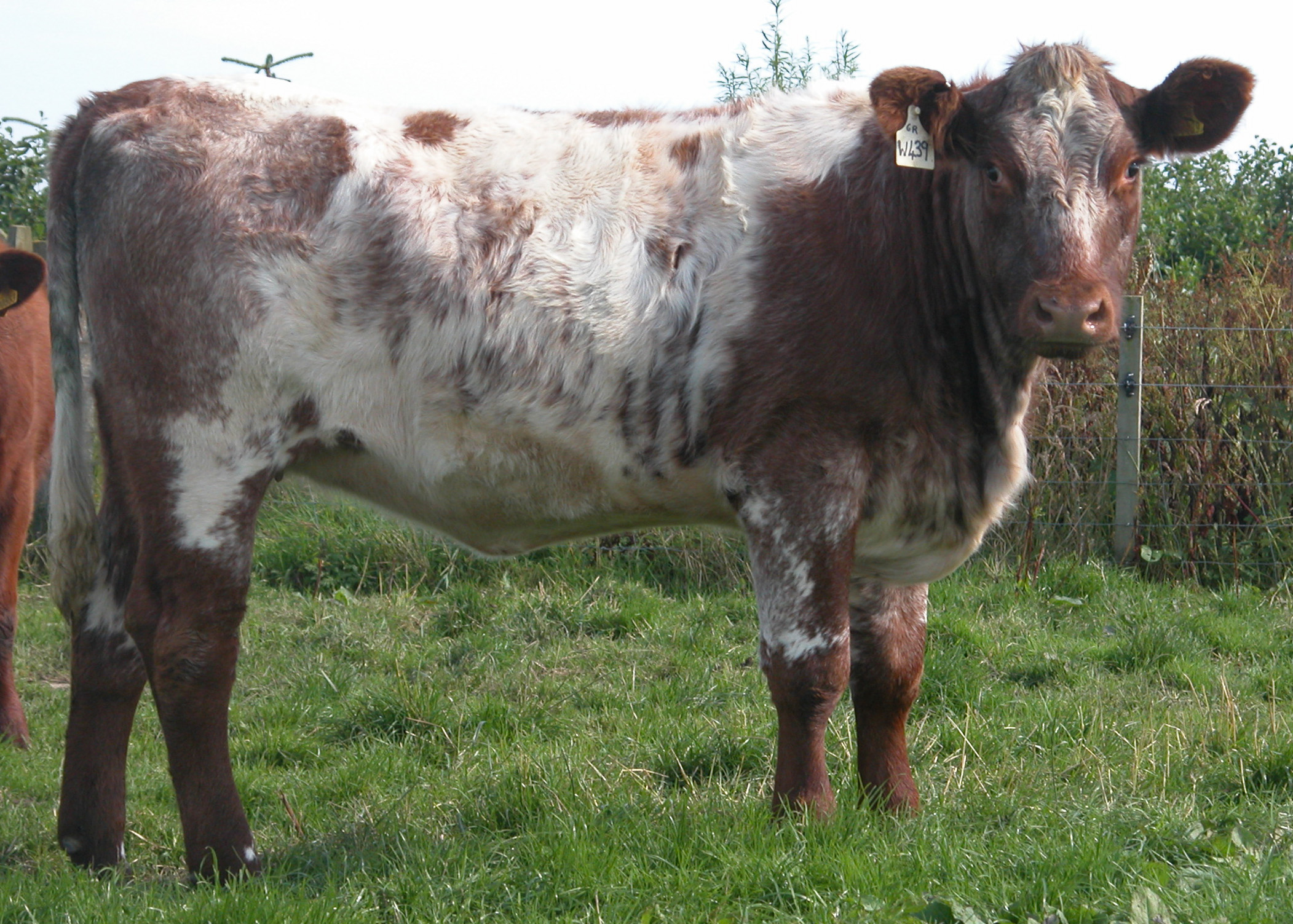
Fleischshorthorn

Die Rinderrasse Shorthorn-Rind stammt ursprünglich aus England, genauer aus der Gegend zwischen Durham  und York.
Die Rasse kommt in den drei Farbrichtungen rot, roan (rotschimmel) und weiß vor, die aber nicht getrennt gezüchtet werden. Die Schleimhäute sind weiß und die Tiere haben kurze Hörner, typisches Rassenmerkmal ist das weit zwischen den Vorderbeinen hervorstehende Brustbein.
Es werden zwei Nutzungsrichtungen, Milchshorthorn und Fleischshorthorn, gezüchtet.
In Großbritannien steht die Rasse als potentiell gefährdet auf der Beobachtungsliste des britischen Rare Breeds Survival Trust geführt.

## Geschichte
Im 18. Jahrhundert wurde die Durhamrasse von den Gebrüdern Colling verbessert. Auf deren Zuchtmaterial entwickelte sich eine bedeutende Fleischrinderzucht. Das Shorthornrind wurde im 19. Jahrhundert in sehr vielen Rinderrassen Europas eingekreuzt (z. B. Charolais) und nach Amerika exportiert. In Deutschland entstand in Schleswig-Holstein ebenfalls ein kleines Zuchtgebiet, in dem sich das Deutsche Shorthorn bis heute erhalten hat.
Mitte des 19. Jahrhunderts entstanden die beiden Zuchtrichtungen Milchshorthorn und Fleischshorthorn.
Unter anderem wurden Shorthorn-Rinder ab 1901 zeitweilig bei der Zucht des Kurganer Rindes verwendet.

## Fleischshorthorn (Beef Shorthorn)
Diese ursprüngliche Zuchtrichtung ist mittelrahmig, mit einem Gewicht von etwa 600 Kilogramm (Kühe) und 800 Kilogramm (Bullen) sowie guter Bemuskelung. Das Rind wurde in den USA zu einem großlinigeren Tier weitergezüchtet. In Großbritannien, wie auch in anderen Ländern, wurden diese größeren Tiere wieder in die Ausgangspopulation eingekreuzt.
Die Tiere sind frühreif, das heißt, sie erreichen ihr Endgewicht sehr schnell und verfetten dann. Außerdem ist die Fleischleistung nur durchschnittlich.
Darum wurden in Großbritannien in den 1980er Jahren Bullen der Rasse Maine Anjou eingekreuzt. Durch ein Zuchtprogramm wird versucht, den Genanteil der Einkreuzung zu verringern.

## Milchshorthorn (Dairy Shorthorn)
Das Milchshorthorn ist etwas größer und schwerer als das Fleischshorthorn. Bullen erreichen ein Gewicht von etwa 1000 Kilogramm, Kühe rund 650 Kilogramm. Die Milchleistung beträgt je nach Land etwa 5000 bis 6000 Kilogramm Milch bei etwa 3,5 Prozent Fett. Die Leistung der Rasse in den USA ist höher, weil dort seit etwa 1990 gezielt Red Holstein eingekreuzt wird.